# Bolívar (estado)
Bolívar é o maior dos estados da Venezuela.

## Municípios
1. Caroní (Ciudad Guayana)
2. Cedeño (Caicara del Orinoco)
3. El Callao (El Callao)
4. Gran Sabana (Santa Elena de Uairén)
5. Heres (Ciudad Bolívar)
6. Padre Pedro Chien (El Palmar)
7. Piar (Upata)
8. Raúl Leoni (Ciudad Piar)
9. Roscio (Guasipati)
10. Sifontes (Tumeremo)
11. Sucre (Maripa)

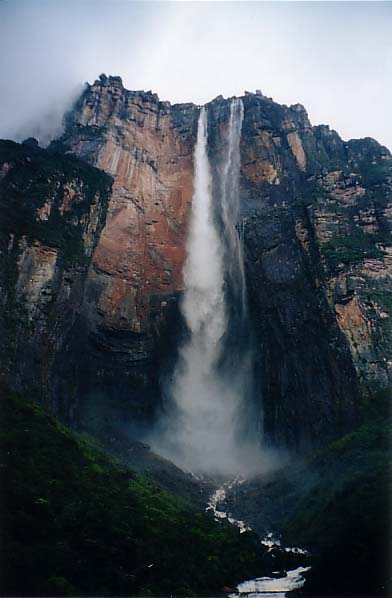
Salto Angel, a cascata mais alta do mundo.
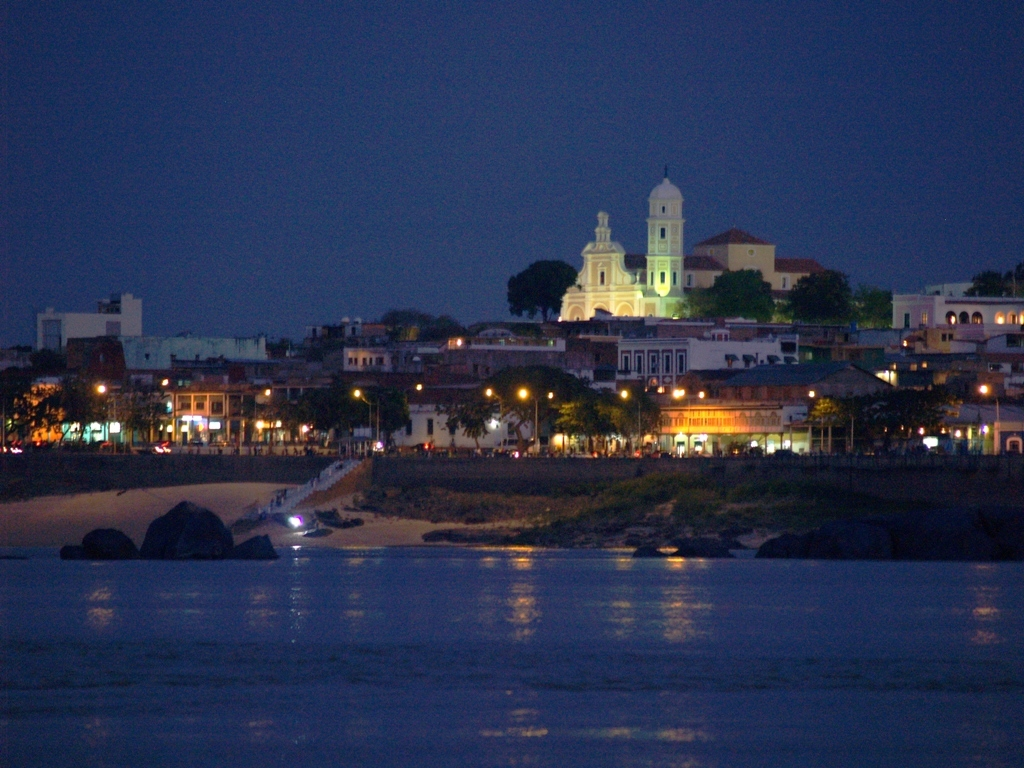
Centro de Ciudad Bolívar, a capital do estado.
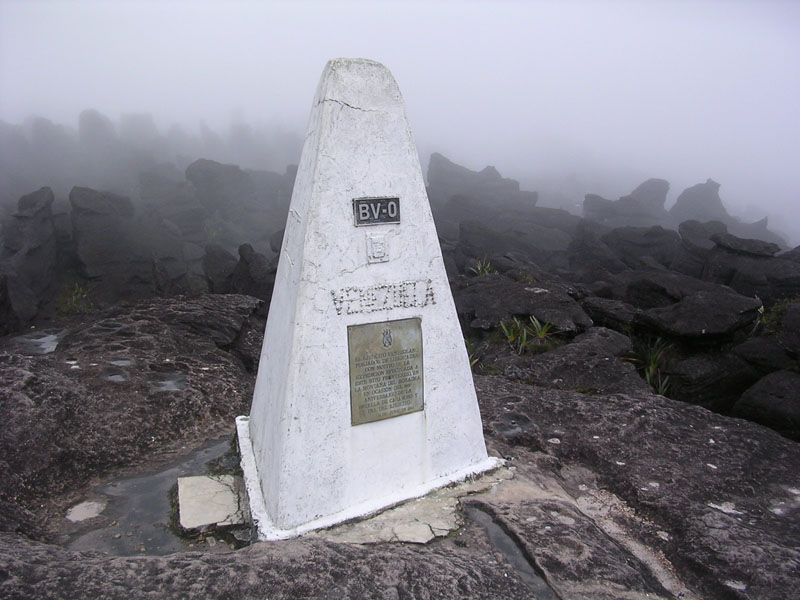
Monte Roraima, no sudeste de Bolívar, na zona em que a Venezuela faz fronteira com o Brasil e com a Guiana.
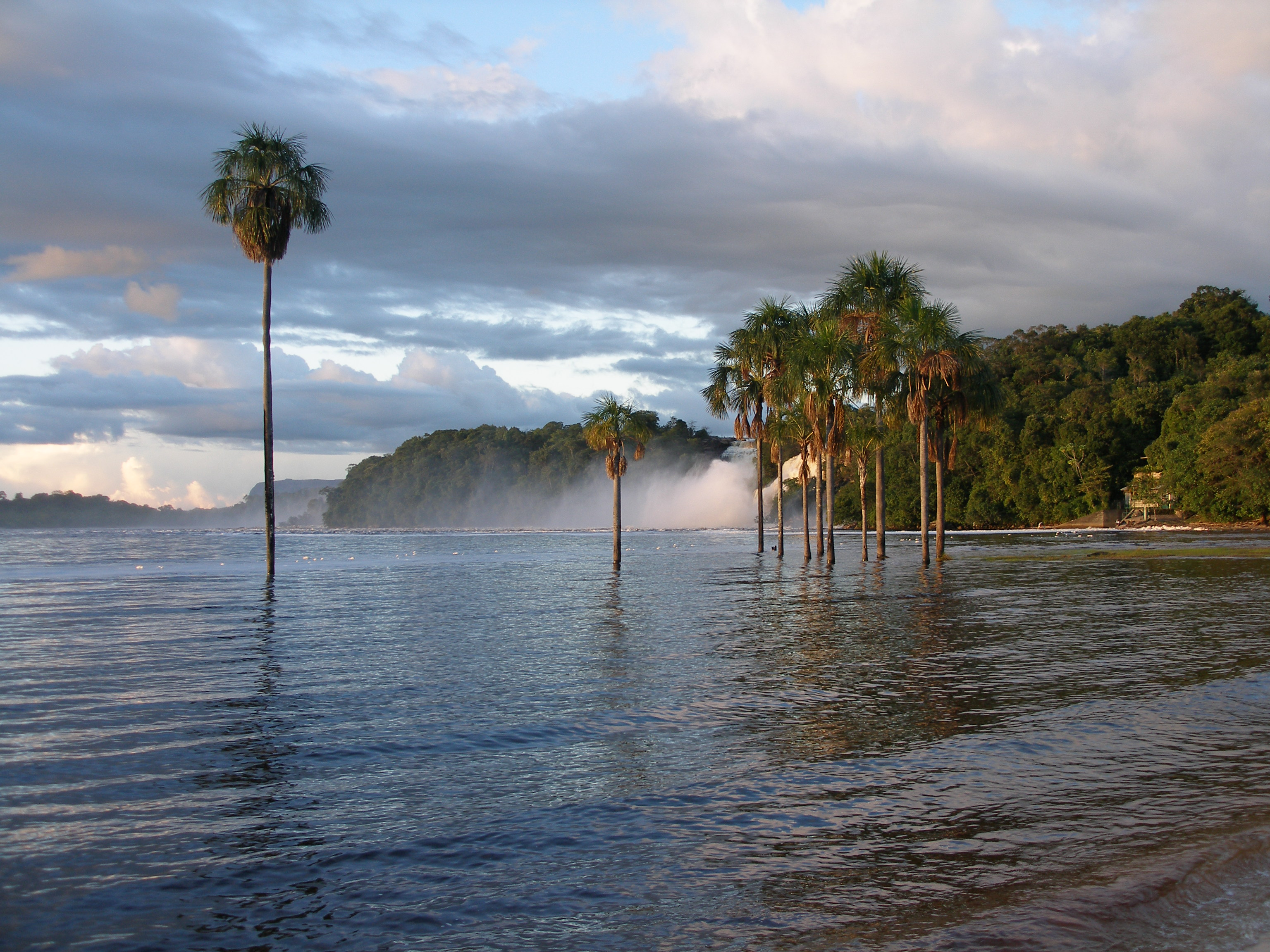
Parque Nacional Canaima, no sudeste de Bolívar.